# 지장보살본원경 (서울특별시 유형문화재 제429호)
지장보살본원경(地藏菩薩本願經)은 서울특별시 중랑구 법장사에 있는 조선시대의 불경이다. 2018년 10월 18일 서울특별시의 유형문화재 제429호로 지정되었다.

## 개요
지장보살의 본원공덕(本願功德)을 설한 경전으로 지옥에서 고통 받는 중생을 천도하여 극락에 오르게 하는 의식에 대한 방법이 수록되어 있다. 우리나라 지장신앙의 기본경전으로 널리 신봉된다. 상중하 3권으로 구성된 법등(法燈)의 한역본이며, 한문본과 한문구결본, 한글언해본 등으로 구분되는 지장경의 계통 중 이 책은 한문구결본 계통으로, 15세기 후반 충청도 만수산 무량사(無量寺) 간본계열로 판단된다.
권말 '萬曆二年甲戌(1574)十月日 全羅道綾城地双峰寺開板'의 간기를 통해 전라도 능성 쌍봉사에서 1574년에 판각한 인본임이 확인된다. 1574년 능성 쌍봉사본은 현재까지 전라도 고흥 능가사 소장본이 알려져 있지만 그 전래가 매우 드문 편이다. 그 전존본이 거의 남아있지 않은 판본임과 동시에 16세기 한문구결본 지장경의 계통을 이어주는 국어사연구 자료로도 가치가 있으므로, 시 유형문화재로 지정한다.

## 조사 보고서
『地藏菩薩本願經』은 지장보살의 本願功德을 설한 경전으로 지옥에서 고통 받는 중생을 천도하여 극락에 오르게 하는 의식에 대한 방법이 수록되어 있으며, 우리나라 지장신앙의 기본경전으로 널리 신봉되었다. 이 경의 한역본은 처음에 당나라 實叉難陀에 의해서 2권본으로 편성되었지만 우리나라에서 유통된 번역본은 상·중·하 3권으로 구성된 法燈의 한역본이다. 地藏의 의미는 만물이 근원하며 모든 법이 돌아가는 것을 상징적으로 포함하고 있다. 지장경은 고려, 조선의 전시기에 걸쳐서 간행되었는데 한문본과 한문구결본, 한글언해본 등으로 구분지을 수 있다. 조사대상본은 법등이 한역한 국내 전존본 『지장보살본원경』 중에 한문구결본 계통이며 1574년 전라도 능성의 쌍봉사에서 판각한 것이다.
조사대상본은 전체 상·중·하 3권 1책이 모두 남은 것이다. 변상도 2장이 卷首에 있으며, 권수제는 "地藏菩薩本願經"이다. 권하의 본문이 끝나고 '萬曆二年甲戌(1574)十月日 全羅道綾城地双峰寺開板'의 간기와 함께 시주질이 판각되어 있다. 책의 형태적 특징으로 광곽은 사주단변으로 되어 있으며, 반곽의 크기는 17.4㎝×13.8㎝이다. 본문에 계선은 보이지 않고, 10行17字자이다. 판심의 어미는 上下內向黑魚尾, 판심제는 ‘地’이다.
각 책의 표지는 전후의 외표지가 일부 결락되었고 책의 본문 중 우측 상단의 書腦부분이 손상되어서 훼손되었지만 본문 내용을 확인하는데는 지장이 없다. 도각이 정교하고 인쇄상태가 좋은 편이나 일부 본문은 마모된 부분이 드러나기도 한다.
『지장보살본원경』 한문구결본 계열의 초간은 15세기 후반 충청도 만수산 無量寺 간본이 알려져 있으며 이후로 1550년 전라도 西臺寺, 1558년 황해도 石頭寺, 1569년 전라도 安心寺 등에서 간행한 인본이 남아있고 이어서 조사대상본인 1574년 쌍봉사 간본으로 이어진다. 17세기 판본으로는 1616년 전라도 氷鉢庵 간본이 알려져 있다. 조사대상본인 쌍봉사본은 권말에 발원한 인물의 명단과 간행참여 각수의 이름이 새겨져 있다. 공양대시주 金春東 兩主, 崔仲 등과 포대시주 梁孫 兩主 등을 비롯한 여러 시주자와 禪德, 學悅, 持寺 印祖 등을 비롯한 사찰 승려 수십명이 포함되어 있다. 각수로는 法雲, 儀軒, 德裕, 玄修, 玉軒, 惠英 등이 참여하였으며 自見과 惠海는 글씨를 쓰고 교정하고 印月은 鍊板을 맡았으며 공양주는 惠思, 大化士는 性正이었다. 초기인본인 무량사본이나, 석두사, 안심사 간본과 형태적인 특징이 대부분 비슷하지만 대흑구의 유무, 어미의 각수표시, 시주자명 표기, 구결의 표기 등에서 약간씩 차이가 있다. 특히 한문 구결의 표기는 약체형으로 부분적으로 전환한 것이 확인된다.
조사대상 책의 표지는 전후의 외표지가 결락되고 표지와 본문사이의 공격지가 누습으로 다소 많이 변색되고 헤진 흔적이 있다. 표지가 온전한 상태는 아니지만 감지표지에 오침으로 장황한 원형은 유지되고 있다. 전반적으로 누습의 흔적이 있으며 책의 본문 우측 상단의 書腦 부분이 손상되어서 훼손되었지만 나머지 본문은 온전한 상태이다.
조사대상본은 서명이 "地藏菩薩本願經"이며, 상중하 3권으로 구성된 法燈의 한역본이다. 한문본과 한문구결본, 한글언해본 등으로 구분되는 지장경의 계통 중에 이 책은 한문구결본 계통으로 15세기 후반 충청도 만수산 無量寺 간본계열로 판단되며 권말 '萬曆二年甲戌(1574)十月日 全羅道綾城地双峰寺開板'의 간기를 통해서 전라도 능성 쌍봉사에서 1574년에 판각한 인본임이 확인된다. 1574년 능성 쌍봉사본은 현재까지 알려진 것이 전라도 고흥 능가사 소장본이 알려져 있지만 그 전래가 매우 드문 편에 속한다.
권말에 표기된 시주질과 판각 참여인물에 대한 연구가 가능하며, 특히 한문구결은 또 다른 이전시기의 것과 달리 借字를 바꾸거나 약체화되는 몇 가지 변화를 보이기도 한다. 그 전존본이 거의 남아있지 않은 판본임과 동시에 16세기 한문구결본 지장경의 계통을 이어주는 국어사 연구 자료로도 가치가 있으므로 시 지정문화재로 지정 관리할 필요가 있을 것으로 여겨진다.

## 참고 문헌
- 지장보살본원경 - 국가유산청 국가유산포털